# Mocsa
Mocsa es un pueblo húngaro perteneciente al distrito de Komárom, condado de Komárom-Esztergom.

## Superficie
Cuenta con una superficie de 67,19 km².

## Demografía
Hasta 2024 la población era de 2121 habitantes, con una densidad de población de 31,56 hab/km².
| Gráfica de evolución demográfica de Mocsa entre 2020 y 2024 |
|                                                             |
| Datos según la Oficina Central de Estadística de Hungría.   |